# Oxid fosforečný
Oxid fosforečný (P4O10) je anorganický oxid. Je to nejběžnější a nejdůležitější oxid fosforu. Vzniká hořením fosforu na vzduchu a vzhledem připomíná bílý prášek. Je dobře rozpustný v mnoha organických rozpouštědlech a je silně hygroskopický.

## Struktura
Molekula má adamantanoidní tvar, je tvořena čtyřmi šestičlennými cykly P3O3 s židličkovou konformací. Symetrie molekuly je tetraedrická.
Oxid fosforečný tvoří nejméně čtyři polymorfní krystalové modifikace.

## Příprava
Oxid fosforečný se připravuje řízenou oxidací bílého fosforu na vzduchu, při tlaku 12 kPa. Vznikající produkt je kontinuálně oddestilováván z reakční směsi.
P4 + 5 O2 → P4O10

## Použití
Někdy se používá jako dehydratační činidlo, ale jeho využitelnost je snížena tvorbou viskózního fosforečnanového gelu na povrchu oxidu, který brání další hydrolýze.
P4O10 + 6 H2O → 4 H3PO4  (-177 kJ)
Při reakci s karboxylovou kyselinou vzniká odpovídající anhydrid:
P4O10 + RCO2H → P4O9(OH)2 + [RC(O)]2O

## Příbuzné oxidy fosforu
Mezi P4O6 a P4O10 existují tři oxidy, které se liší počtem exocyklicky vázaných kyslíků.